# کما (فیلم ۲۰۰۹)
«کما» (آلمانی: Koma) فیلمی در ژانر ترسناک است که در سال ۲۰۰۹ منتشر شد.